# F1 Academy
Az F1 Academy egy kizárólag nők számára szervezett, junior szintű együléses versenybajnokság, amelyet a Formula–1 alapított. A bajnokság egy speciális sorozat, ami azt jelenti, hogy minden csapat a Pirelli által kifejlesztett azonos alvázzal és gumikeverékekkel versenyez. Mindegyik autót egy 174 lóerős turbófeltöltős 4 hengeres motor hajtja, amelyet az Autotecnica Motori, a Tatuus leányvállalata fejlesztett ki.
Az F1 Academy 2023-ban tartotta nyitószezonját. A csapatversenyt a Prema Powerteam nyerte, Marta García pedig aki a Prema Racing pilótája,a versenyzői címet nyerte meg.

## Története
A bajnokság gyökerei 2004-ig nyúlnak vissza, amikor a Formula Woman megalakult, mivel más sorozatokban nem voltak női pilóták. 2019-ben ugyanezen okból hozták létre a W sorozatot, és több mint három szezonon keresztül tartották, a tervezett 2020-as szezont pedig törölték a COVID-19 világjárvány miatt. A 2022-es szezon után azonban a sorozat pénzügyi problémákkal küzdött, igazgatásba került és felszámolták.
2022. november 18-án a Forma-1 bejelentette az F1 Academy létrehozását, amely egy női versenysorozat, amelynek célja a fiatal versenyzők fejlesztése és felkészítése a magasabb szintű versenyzésre. Azért hozták létre, hogy megkönnyítse az átmenetet a gokartból az együléses formába.
Az F1 Academyn jelenleg részt vevő öt csapat az ART Grand Prix, a Campos Racing, a Rodin Motorsport, az MP Motorsport és a Prema Racing.
2023. március 1-jén Susie Wolffot nevezték ki a sorozat ügyvezető igazgatójává.
A sorozat kezdeti évadát nem sugározták, kivéve a Circuit of the Americas szezonzáró futamot. A második évad minden versenyét közvetíteni fogják, élőben pedig összesen 23 közvetítő közvetíti majd, több mint 160 nemzetközi területen. A Formula–E műsorvezetője, Nicki Shields lett az évad vezető kommentátora, Alex Brundle és Jordan King pedig társkommentátorként csatlakozott hozzá.
A 2023-as szezonban a Forma-1 minden autó költségét támogatta, a versenyzőknek 150 000 euróval kellett hozzájárulniuk. Ezt 100 000 euróra csökkentették a 2024-es szezonban. 2024-ben is mind a tíz Forma-1-es csapat egy-egy pilótát támogat, aki a csapat színét viseli az autóján. A maradék öt versenyzőt a sorozat partnerei támogatják.
2023. május 3-án bejelentették, hogy Reese Witherspoon produkciós cége , a Hello Sunshine dokumentumfilmet készít az F1 Academyról. 2024. május 3-án, pontosan egy évvel később bejelentették, hogy a műsor 2025-ben lesz elérhető a Netflixen.

## Bajnokságformátum
A 2023-as szezon hét versenyhétvégéből állt, egyenként három futammal, összesen 21 versenyből, plusz tizenöt nap hivatalos tesztelésből. Minden versenyhétvégén két 30 perces futam és egy 20 perces verseny szerepelt, ahol a kvalifikáció legjobb 8 versenyzője felcserélte a rajtpozícióját. A hét versenyszám döntője a Forma-1-es támogató verseny volt az Egyesült Államok Nagydíja alatt.
2023. március 31-én Stefano Domenicali, a Forma-1 vezérigazgatója bejelentette, hogy a 2024-es szezon kizárólag a Forma-1 egyes hétvégéin zajlik majd, és a támogatási törvény részeként csatlakozik a Forma-2-hez, a Forma-3-hoz és a Porsche Szuperkupához. Ehhez a versenyhétvége formátumának megváltoztatására volt szükség, a futamok számát kettőre csökkentve a fordított rajtrácsos verseny megszüntetésével.
A 2024-es szezonban bevezették az FIA Szuperlicensz pontokat és a szabadkártyás nevezéseket is. A bajnokság első öt helyezettje Szuperlicensz pontokat szerezhet, a bajnok 10 pontot, a második helyezett 7 pontot, a harmadik 5 pontot, a negyedik 3 pontot, és az ötödik 1 pontot kap. A szabadkártyás nevezések bizonyos futamokon kerülnek bevezetésre, hogy elősegítsék és erősítsék a tehetségbázist azokon a területeken, ahol a sorozat versenyez. Ezeket a nevezéseket a címvédő csapat, a Prema Racing működteti majd negyedik autóként, és a versenyzők pontokat szerezhetnek a versenyzői összetettben.

## Fejlődés
Az F1 Academy versenyzőinek 16 és 25 év közöttinek kell lenniük, és legfeljebb két szezont tölthetnek el a sorozatban. A Formula Regional European Championship (FRECA) garantál egy negyedik autót minden olyan csapatnak, amely leszerződtet egy olyan versenyzőt, aki az F1 Academy rangsorában az első, második vagy harmadik helyen végzett. A 2023-as bajnok, Marta García, teljes mértékben finanszírozott helyet kapott a 2024-es szezonra az F1 Academy, a PREMA Racing, a Tatuus és a Pirelli támogatásával. Azonban a FRECA nem az egyetlen lehetőség a továbblépésre, mivel a sorozat bejelentette, hogy "minden szezonban az F1 Academy szorosan együttműködik az F1 Academy csapataival, hogy támogassa győztesét a motorsport ranglétrán való előrejutásban".

## Autók
A Tatuus F4-T421-es alvázat 2022 óta használják világszerte a Forma-4 bajnokságokban, bár a módosított első és hátsó szárnyak egyedi aerodinamikai csomagot biztosítanak. A gumiabroncsokat a Forma-1 partnere, a Pirelli szállítja. A motort az Autotecnica Motori biztosítja, amely egy 1,4 literes, turbófeltöltős, négyhengeres motor, amely 174 lóerőt képes leadni 5500 fordulat/percnél.

## Fordítás
Ez a szócikk részben vagy egészben  a   F1 Academy című angol Wikipédia-szócikk ezen változatának fordításán alapul.  Az eredeti cikk szerkesztőit annak laptörténete sorolja fel. Ez a jelzés csupán a megfogalmazás eredetét és a szerzői jogokat jelzi, nem szolgál a cikkben szereplő információk forrásmegjelöléseként.